# المسجد الأعظم (أصيلة)
المسجد الجامع أو الجامع الكبير لمدينة أصيلة في المغرب، هو المسجد الرئيسي في القصبة بالمدينة القديمة في أصيلة. بني في عهد مولاي إسماعيل في أواخر القرن السابع عشر.

## التاريخ
يقع الجامع داخل القصبة في الجانب الشرقي من المدينة. تم بناؤه بعد فترة وجيزة من استعادة المدينة في نهاية القرن السابع عشر.
قام مولاي إسماعيل بتكليف محافظ طنجة علي بن عبد الله العريفي ببناء المسجد. ومع ذلك فمن المحتمل أن يكون ابنه أحمد العريفي هو الذي قام بالبناء بالفعل.
الجامع مئذنة مثمنة الأضلاع، وهي سمة مشتركة في بعض أجزاء شمال المغرب ولكنها غائبة في بقية البلاد. تتميز المئذنة بجدرانها البيضاء ومئذنتها وزخرفتها البسيطة للغاية مقارنة بالمساجد الأخرى التي بناها العريفيون في نفس الوقت (مثل مسجد القصبة في طنجة). مثل المساجد المغربية الأخرى، فهو مفتوح للمسلمين فقط.

## معرض الصور

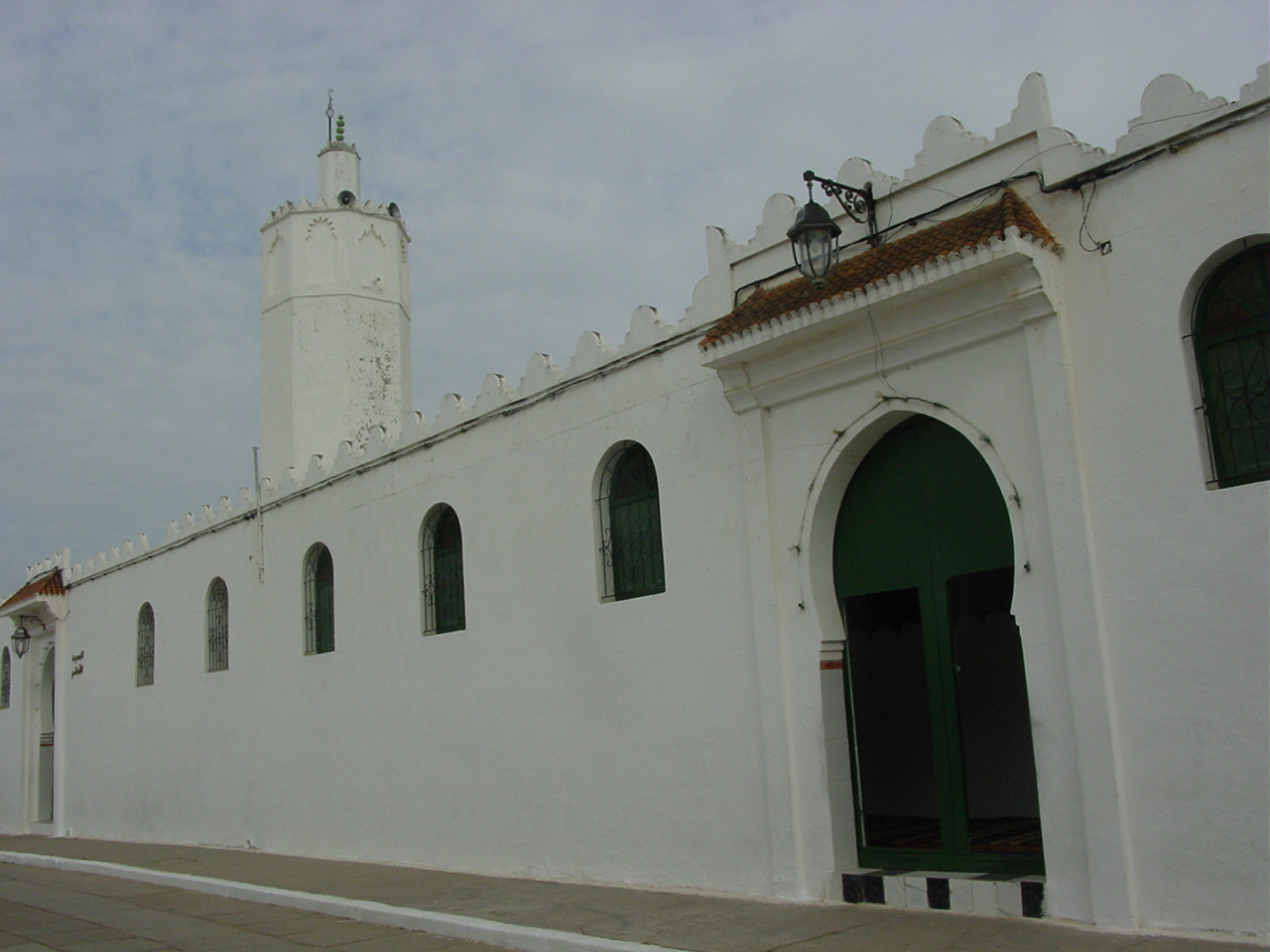
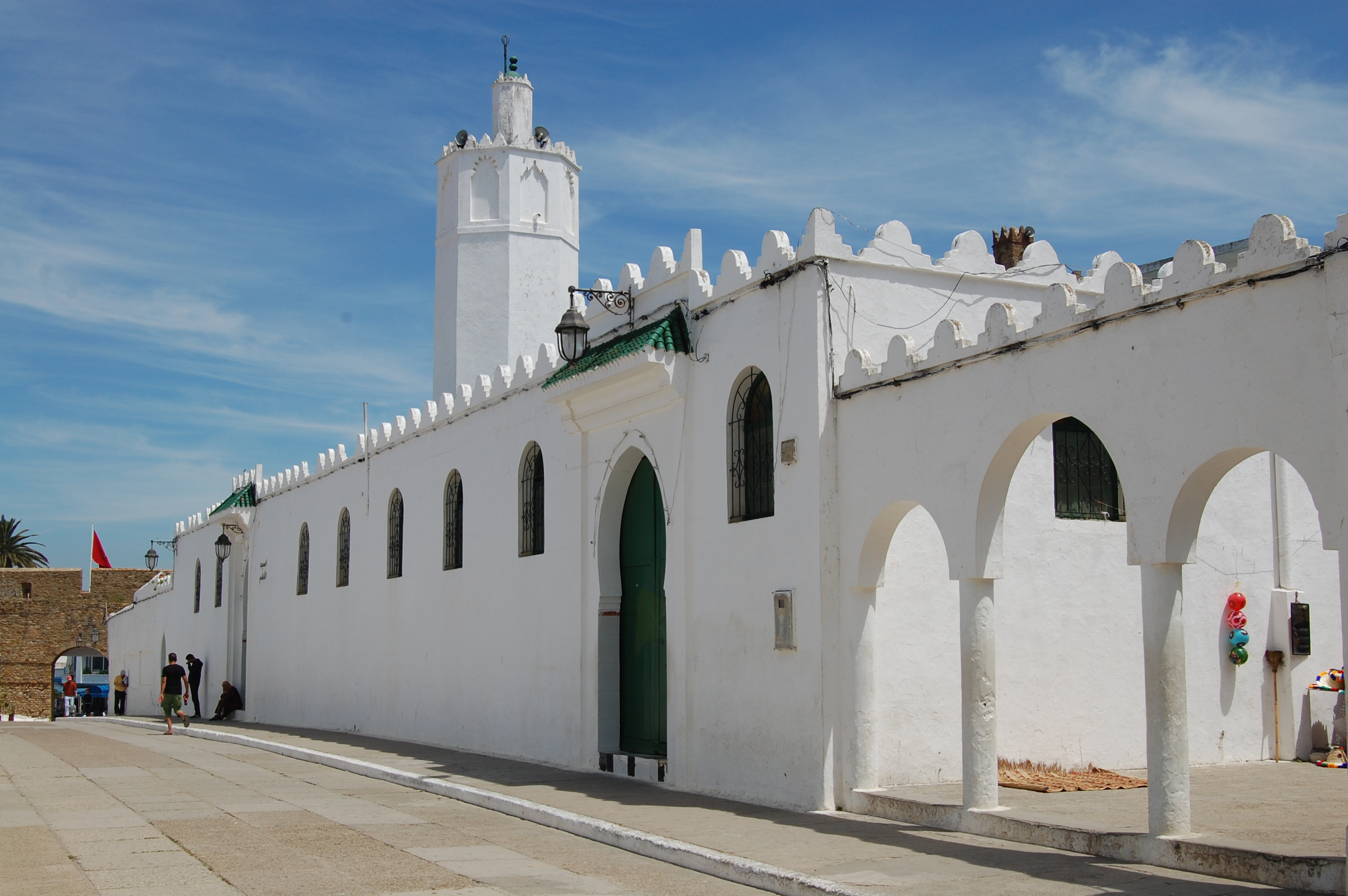
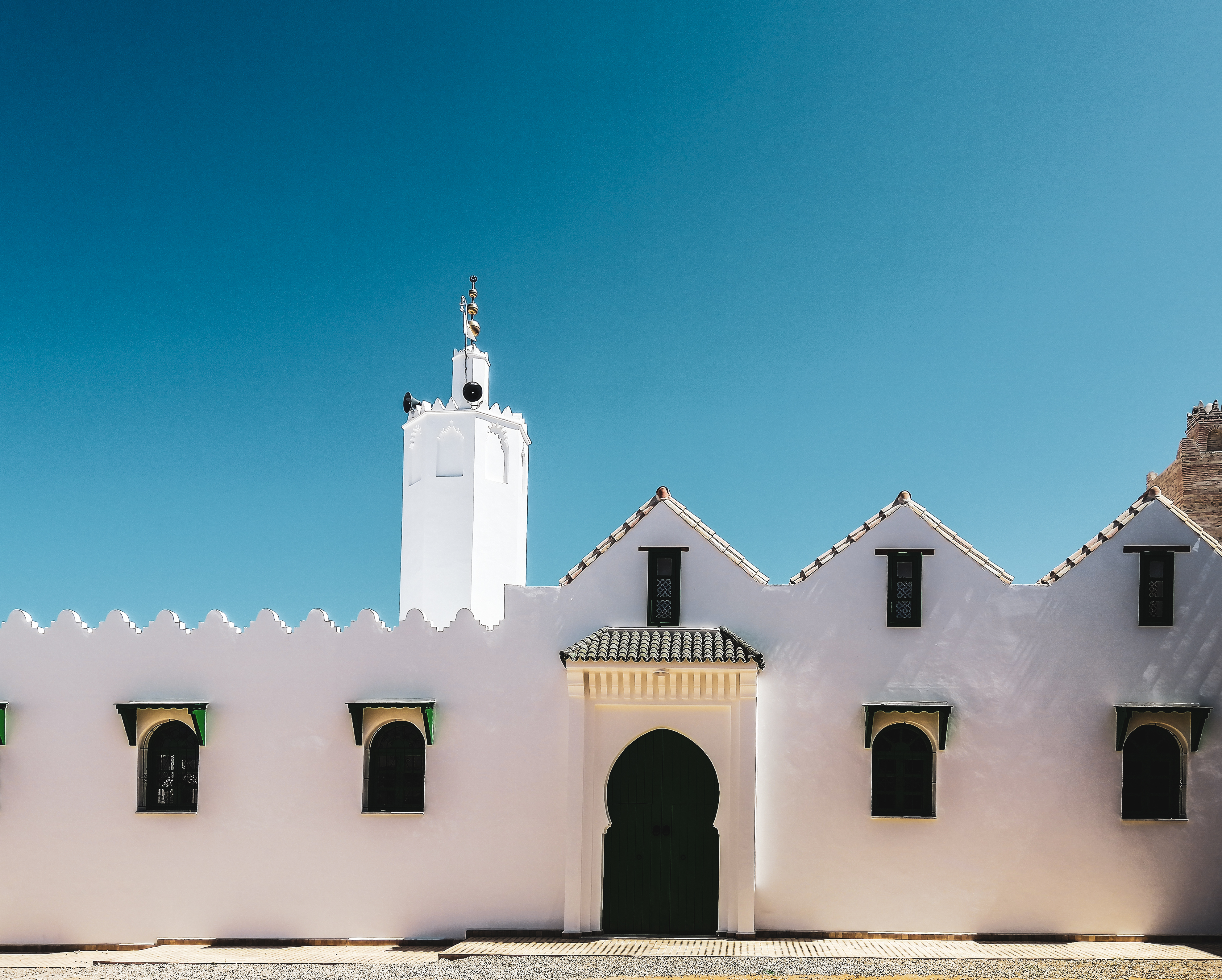
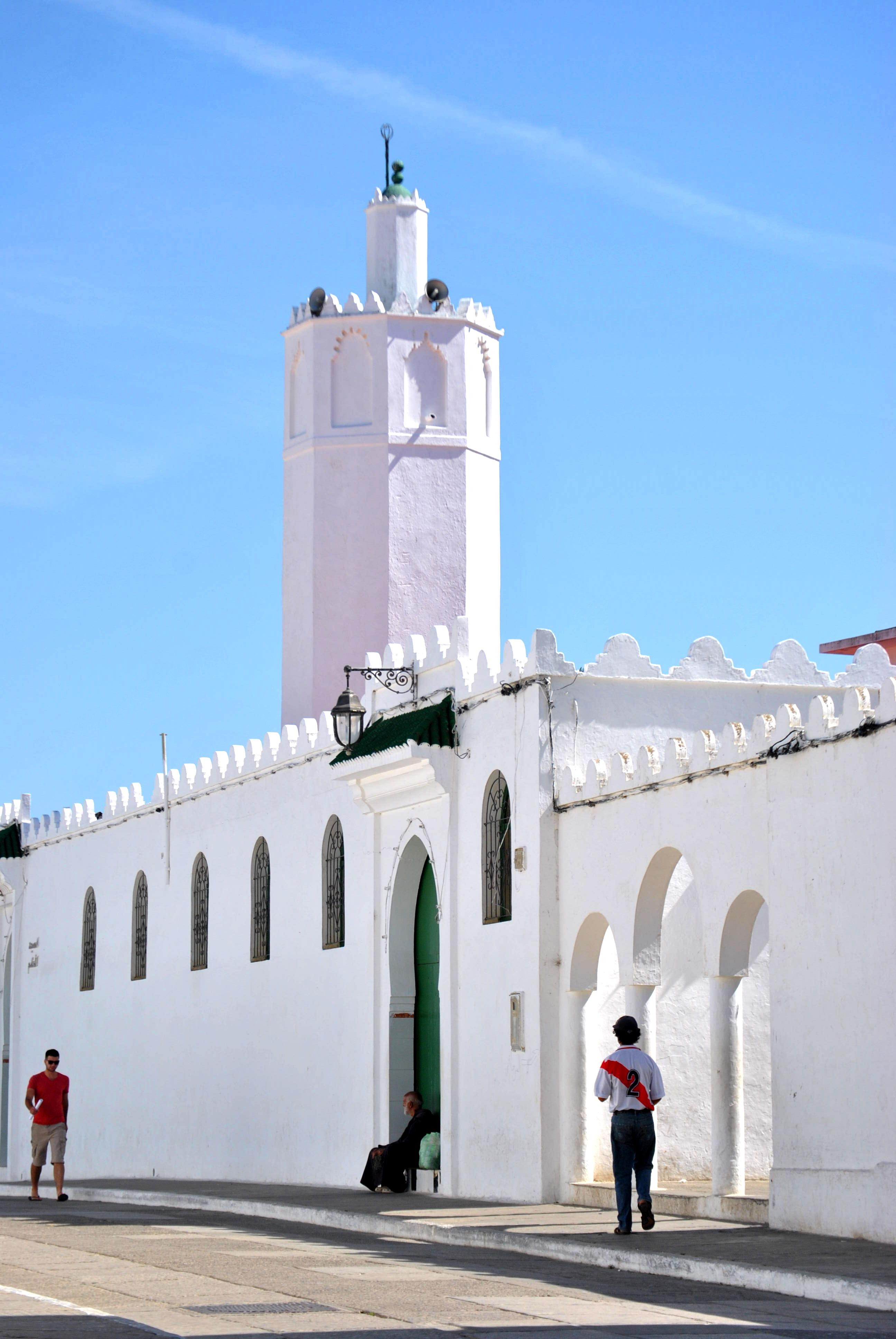